# Іскрівська сільська рада (Чутівський район)
І́скрівська сільська́ ра́да — адміністративно-територіальна одиниця та орган місцевого самоврядування в Чутівському районі Полтавської області. Адміністративний центр — село Іскрівка.

## Загальні відомості
- Населення ради: 667 осіб (станом на 2001 рік)

## Населені пункти
Сільській раді були підпорядковані населені пункти:
- с. Іскрівка

## Склад ради
Рада складалася з 12 депутатів та голови.
- Голова ради: Мусієнко Сергій Петрович
- Секретар ради:

### Керівний склад попередніх скликань
| Прізвище, ім'я, по батькові  | Основні відомості                                                                                          | Дата обрання | Дата звільнення |
| ---------------------------- | --- | ------------ | --------------- |
| Сватенко Анатолій Михайлович | Сільський голова, 1955 року народження, освіта вища, член Соціал-демократичної партії України (об'єднаної) | 26.03.2006   | 31.10.2010      |
| Сватенко Анатолій Михайлович | Сільський голова, 1955 року народження, освіта вища, член Соціал-демократичної партії України (об'єднаної) | 31.10.2010   | 25.10.2015      |
| Мусієнко Сергій Петрович     | Сільський голова, 1972 року народження, освіта професійно-технічна, безпартійний                           | 25.10.2015   |                 |

Примітка: таблиця складена за даними сайту Верховної Ради України та ЦВК

### Депутати VII скликання
За результатами місцевих виборів 2015 року депутатами ради стали:

#### За суб'єктами висування
| Суб'єкт висування              | Кількість обраних депутатів | %     |
| ------------------------------ | --------------------------- | ----- |
| Самовисування                  | 11                          | 91.67 |
| Політична партія «Рідне місто» | 1                           | 8.33  |

#### За округами
| № округу | Прізвище, ім'я, по батькові     | Ким висунуто                   | Дата нар.  | Освіта              | Партійна приналежність | Відомості                                        |
| -------- | ------------------------------- | ------------------------------ | ---------- | ------------------- | ---------------------- | ------------------------------------------------ |
| 1        | Прилуцький Олексій Васильович   | Самовисування                  | 09.03.1955 | професійно-технічна | безпартійний           | пенсіонер                                        |
| 2        | Біленко Вікторія Вікторівна     | Самовисування                  | 11.05.1979 | професійно-технічна | безпартійна            | Іскрівська сільська рада, касир                  |
| 3        | Купчик Валентина Федорівна      | Політична партія «Рідне місто» | 20.11.1970 | загальна середня    | безпартійна            | Іскрівська сільська рада, секретар               |
| 4        | Прилуцький Віктор Костянтинович | Самовисування                  | 23.04.1954 | загальна середня    | безпартійний           | пенсіонер                                        |
| 5        | Сватенко Наталія Володимирівна  | Самовисування                  | 17.06.1977 | професійно-технічна | безпартійна            | Іскрівська сільська рада, землевпорядник         |
| 6        | Одринський Віктор Анатолійович  | Самовисування                  | 12.06.1968 | загальна середня    | безпартійний           | ФГ «Одринський», голова                          |
| 7        | Кириченко Артем Сергійович      | Самовисування                  | 06.04.1991 | вища                | безпартійний           | Іскрівської ЗОШ І-ІІ ступенів, вчитель           |
| 8        | Крицька Зоя Борисівна           | Самовисування                  | 08.05.1972 | професійно-технічна | безпартійна            | тимчасово не працює                              |
| 9        | Павлик Віктор Михайлович        | Самовисування                  | 25.10.1964 | загальна середня    | безпартійний           | ПП «Павлик», приватний підприємець               |
| 10       | Осиковий Анатолій Миколайович   | Самовисування                  | 01.02.1961 | професійно-технічна | безпартійний           | Полтавський державне лісове господарство, лісник |
| 11       | Мирось Тетяна Вікторівна        | Самовисування                  | 29.01.1989 | професійно-технічна | безпартійна            | перебуває у відпустці по догляду за дитиною      |
| 12       | Прилуцький Ігор Анатолійович    | Самовисування                  | 03.03.1976 | загальна середня    | безпартійний           | Іскрівська РРС, механік                          |